# Catfish and the Bottlemen
Catfish and the Bottlemen é uma banda de rock alternativo  britânica  formada em Llandudno,  em 2007. O álbum de estreia , The Balcony,  alcançou   a décima posição no UK Albums Chart e  alcançou Platinum status em 30 de dezembro de 2016. A banda fez turnês na América do sul, Japão, Reino Unido, Europa, América do norte e Austrália. Apresentaram-se em vários  festivais incluindo  Lollapalooza, Glastonbury, Latitude, Community festival, Reading and Leeds, T in the Park, Governors Ball and Bonnaroo e TRSMT. Em 27 de maio de 2016, eles lançaram seu segundo álbum, The Ride.

## Discografia

### Álbuns de Estúdio
| Título      | Detalhes sobre o álbum                                                                                  |
| ----------- | --- |
| The Balcony | - Lançamento: 15 de setembro de 2014 - Gravadora: Island Records - Formato: CD, digital download, vinyl |
| The Ride    | - Lançamento: 27 de maio de 2016 - Gravadora: Capitol Records - Formato: CD, digital download, vinyl    |
| The Balance | - Lançamento: 26 de Abril de 2019 - Gravadora: Capitol Records - Formato: CD, digital download, vinyl   |

## Prêmios e indicações
| Ano  | Organisation     | Prêmio                   | Nominated                 | Resultado |
| ---- | ---------------- | ------------------------ | ------------------------- | --------- |
| 2014 | BBC Music Awards | BBC Introducing Award    | Catfish and the Bottlemen | Venceu    |
| 2015 | Q Awards         | Best Live Act            | Catfish and the Bottlemen | Indicado  |
| 2016 | Brit Awards      | British Breakthrough Act | Catfish and the Bottlemen | Venceu    |
| 2016 | NME Awards       | Best British Band        | Catfish and the Bottlemen | Indicado  |
| 2016 | NME Awards       | Best Live Band           | Catfish and the Bottlemen | Indicado  |
| 2016 | NME Awards       | Best Fan Community       | Catfish and the Bottlemen | Indicado  |
| 2016 | Q Awards         | Best Track               | "Twice"                   | Indicado  |